# Yael Ronen
Yael Ronen (en hébreu : יעל רונן (yaʕel rōnen)), aussi appelée Yaeli Ronen, née le 16 septembre 1976 à Jérusalem, est une dramaturge austro-israélienne.

## Famille
Elle est d'une famille d'artistes : son père Ilan (actuel directeur du théâtre Habima) et son frère Michael, son cadet de 6 ans, aujourd'hui à Berlin, sont également créateurs de théâtre et sa mère, Rachel Hafler, est actrice. Depuis la saison 2013-2014, elle est régisseuse au Théâtre Maxime-Gorki de Berlin,. Elle est divorcée de l'acteur Yousef Sweid.

## Biographie et style dramaturgique
Les pièces de Yael Ronen parlent souvent de regards croisés et de souffrances croisées israélo-palestiniens, et font souvent preuve d'un humour grinçant.
Ainsi, dans sa pièce Plonter (hébreu : פלונטר, Le bourbier), coécrite avec toute sa troupe, une rencontre privée entre deux couples, l'un israélien, l'autre palestinien, se termine par un fiasco car les seconds ne correspondent pas aux clichés de victimes du premier : "Comment, vous ne trimez pas toute la journée dans vos oliveraies ? Et vous ne mangez pas mon hoummous, parce que votre physiothérapeute vous prescrit un régime ? Je ne savais pas que vous aviez des physiothérapeutes.".
Plonter représente une innovation considérable dans le théâtre israélien, avec une équipe constituée de comédiens juifs et arabes, jouant tour à tour l’un et l’autre camp, en hébreu et en arabe.
Son ex-mari, l'acteur Yousef Sweid, a joué entre autres dans Plonter, où ils se sont rencontrés et où ont figuré aussi Raida Adon (également plasticienne), Mira Awad (également chanteuse), Ashraf Barhom et Shredy Jabarin. Doraid Liddawi (dans Plonter) et Loai Nofi (dans Dritte Generation) ont également fait partie de sa troupe, qui a été basée plusieurs années au Cameri Theatre de Tel Aviv.
À l’été 2009, elle est sélectionnée pour le Prix Europe Réalités Théâtrales, qui sera remis dans le cadre des cérémonies du Prix Europe pour le théâtre et vise à distinguer des créations originales et innovantes.
Depuis Dritte Generation (3G) (Troisième génération), elle travaille aussi avec des comédiens de la Schaubühne am Lehniner Platz à Berlin,.
Sa pièce Hakoah Wien, liée à l'histoire de sa famille, réunit des comédiens allemands et autrichiens du théâtre (Schauspielhaus) de Graz ainsi que son frère, Michael Ronen.  Le Hakoah Wien (de l’hébreu הכוח (ha-kōaḥ) : « la force ») était un célèbre club de football juif viennois dont sont sortis plusieurs des fondateurs d’Israël. La pièce met en scène un jeune homme de ce club qui vise à rejoindre Tel Aviv dans les années 1930 et son petit-fils qui, en 2012, tâche d’obtenir un passeport autrichien pour échapper au service militaire.
Dans la réalité, le grand-père de Yaeli Ronen était un athlète au Hakoah Wien (SC Hakoah Vienne) et est parti en Palestine mandataire en 1936. Yaeli, Michael et Ilan Ronen ont des passeports autrichiens et Michael réside depuis au moins 2013 à Berlin après avoir habité à Londres, il est marié à la comédienne Irina Szodruch.
La pièce Niemandsland (No man's land), créée également au Schauspielhaus Graz, mixe plusieurs histoires liées à des situations de guerre ou d’après-guerre d’actualité ou récentes ; parmi les acteurs figurent Jasmin Avissar (qui est également la chorégraphe) et Osama Zaatar, le couple héros du film Love during wartime, qui rejouent leur propre histoire dans la pièce,.
Dans The Situation, trois Palestiniens, un Syrien et une Israélienne suivent un cours d'allemand, qui devient le reflet de la situation politique dans ces trois pays.

## Prix Europe pour le Théâtre - Premio Europa per il Teatro
En 2017, elle a reçu le XIVe Prix Europe Réalités Théâtrales, à Rome, avec cette motivation :
Yael Roen, dramaturge et réalisatrice israélienne, travaille également en Europe centrale, surtout entre Berlin et Vienne. En observant le théâtre de Yael Ronen, particulièrement axé sur les conflits politiques et interculturels, on s’est demandé comment elle réussit à leur faire face et à les mettre en scène dans des productions qui proposent la réconciliation entre des gens séparés par la politique et leurs appartenances. En effet, le théâtre de Yael Ronen est un théâtre politique très particulier : il est souvent incroyablement humoristique et a recours à des dialogues, musiques et gags hilarants, néanmoins capables de rapprocher et de faire participer un vaste public vers la compréhension et la prise de conscience des grandes questions, urgentes et politiquement scandaleuses de notre époque, dont la ‘prise’ s’avèrerait au bout du compte moindre si elles étaient représentées sous des formes angoissantes ou rhétoriques et donc moins utiles qu’une approche dédramatisante et incroyablement efficace.

## Créations
- 2002 : Picasso's Wives[1]
- 2003 : The Guide to Good Life[1]
- 2004 : Happy New Year to the Farmers in the North[1]
- 2005 : Plonter[1]
- 2006 : Izabella[1] (inspiré du Capitaine Fracasse)
- 2006 : Witchcraft[1]
- 2008 : Bat Yam (avec Amit Epstein)[1]
- 2008 : Dritte Generation (3G)[9]
- 2011 : The Day Before The Last Day[10]
- 2012 : Hakoah Wien[11]
- 2013 : Niemandsland
- 2014 : Erotic Crisis
- 2015 : The Situation, Théâtre Maxime-Gorki de Berlin
- 2017 : Roma Armee, Théâtre Maxime-Gorki de Berlin[17]

## Mise en scène
Outre ses propres œuvres :
- 2013 : Der Russe ist einer, der Birken liebt (Le Russe, c'est quelqu'un qui aime les bouleaux) d'Olga Grjasnowa